# Letse Bruin

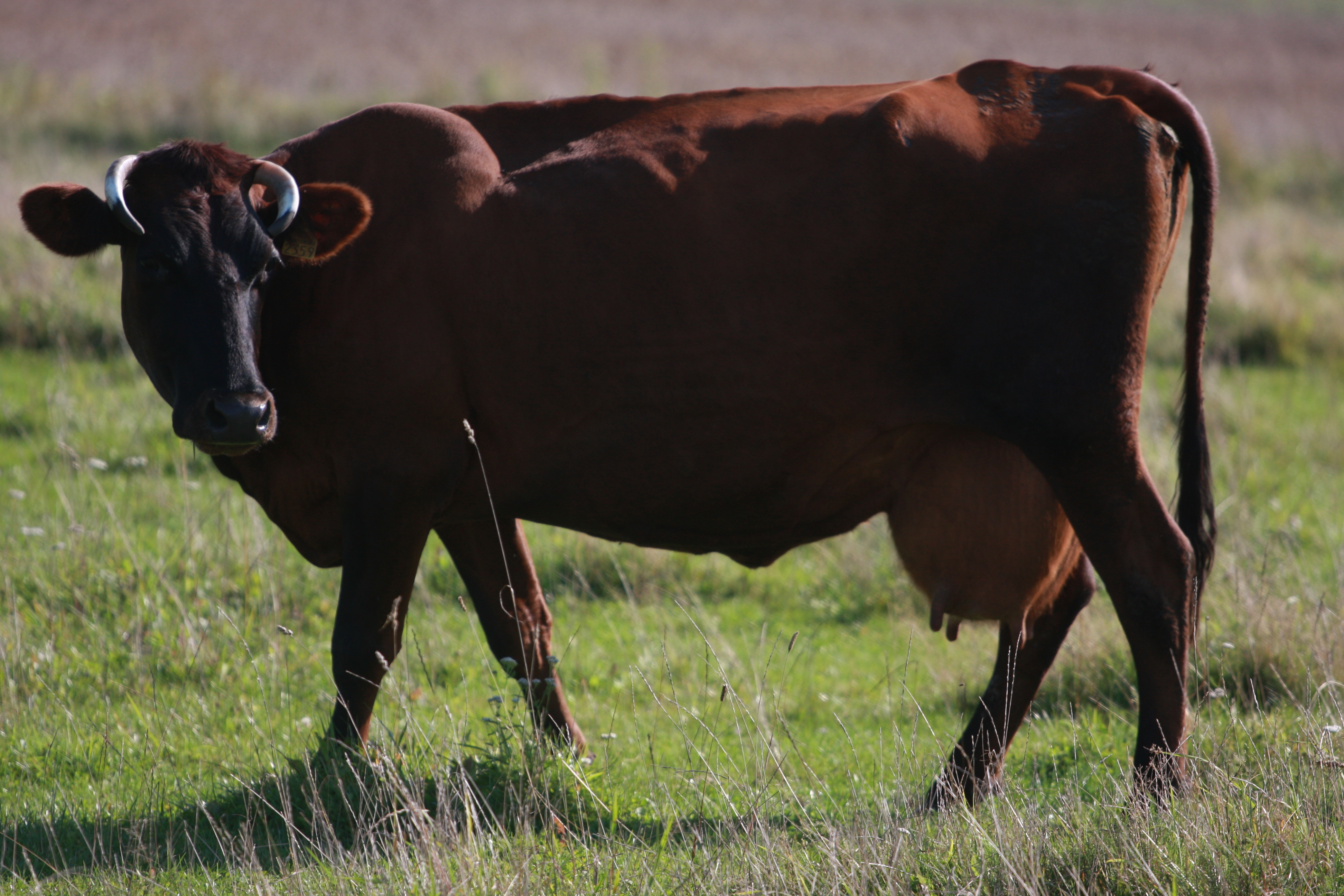
Een koe van het ras Letse Bruin

De Letse Bruin (Lets: Latvijas brūnā) is een runderras uit Letland. Het is een kruising tussen het ras Angeln en inheemse Letse rassen, ontstaan om de productiviteit te verbeteren. Deze runderen variëren in kleur van lichtroodbruin tot donkerroodbruin. De stieren wegen gemiddeld 1013 kg, terwijl de koeien 540 kg wegen.
Afhankelijk van de voedingsomstandigheden is de gemiddelde melkproductie van de Letse Bruin 3000 tot 6000 kg, voor sommige koeien kan de opbrengst 10.000 tot 11.000 kg melk bedragen.  Het vetgehalte in de melk is 4,46% en het eiwitgehalte is 3,31%. Het ras heeft een lange levensduur. 